# Palmelo
Palmelo é um município brasileiro do estado de Goiás.

## Religião
Religiões em Palmelo (2010)
Segundo o Censo do Instituto Brasileiro de Geografia e Estatística (IBGE), em 2010 45,52% da população do município era espírita, 28,10% eram católicos, 19,05% evangélica, 6,93% não tinha religião, 0,12% eram umbandistas, 0,08% Testemunhas de Jeová e 0,08% eram judeus.
Palmelo é o único município de Goiás em que o Espiritismo foi a maior religião em 2010.

### Protestantismo
Dentre as denominações protestantes em Palmelo, a maioria da população é pentecostal, cerca de 14,77% da população do município. Os adventistas constituem 0,72%, 0,08% são presbiterianos e 0,08% são luteranos.
As Assembleias de Deus são o maior grupo pentecostal, com 7,96% da população, seguida pela Igreja Pentecostal Deus é Amor com 1,71% e Congregação Cristã no Brasil com 1,02%.

## Geografia
Sua população estimada em 2010 era de 2.335 habitantes.